# Franco-Nevada
Franco-Nevada Corporation es una empresa de transmisión y regalías de oro con sede en Toronto, Canadá, que cuenta con una cartera diversificada de activos productores de flujo de efectivo. Se cotiza en la Bolsa de Valores de Toronto y en la Bolsa de Valores de Nueva York.
Old Franco-Nevada fue una empresa que cotizaba en la Bolsa de Valores de Toronto de 1983 a 2002. En 1986, Old Franco-Nevada realizó su primera adquisición de regalías y adquirió o creó regalías adicionales e inversiones en recursos de 1986 a 2002. Después de varias regalías, Con adquisiciones en las décadas de 1980 y 1990, Old Franco-Nevada vendió su única propiedad minera a Normandy Mining a cambio del 19,9% de las acciones de la empresa.
En 2002, Newmont adquirió el 100% de Franco-Nevada como parte de una combinación tripartita de Newmont, Normandy y Old Franco-Nevada. Newmont mantuvo a Franco-Nevada como una división tenedora de regalías, transfiriéndole muchas otras regalías durante el período de cinco años posterior a la adquisición, construyendo su cartera de regalías para incluir inversiones en casi 300 regalías (dos tercios en mineras de metales básicos preciosos y un tercio en petróleo y gas natural) en ese momento.
En 2007, Newmont escindió a Franco-Nevada en una oferta pública inicial (IPO). Franco-Nevada ha crecido sustancialmente desde la IPO mediante la adquisición de regalías existentes pero también mediante la adquisición de flujos de metales preciosos directamente de los operadores mineros. Las mayores adquisiciones han sido subproductos de oro y plata de algunas de las minas de cobre más grandes del mundo, incluidas Minera Panamá, Candelaria (Chile), Antapaccay (Perú) y la mina Antamina (Perú). Franco-Nevada también ha seguido aumentando sus intereses en regalías sobre petróleo y gas, particularmente en las principales cuencas de fracking de petróleo y gas de Estados Unidos.

## Historia temprana
Franco-Nevada comenzó inicialmente a operar como empresa pública de exploración de oro en 1983 y estaba dirigida por los ejecutivos Seymour Schulich y Pierre Lassonde. En ese momento, la propiedad de regalías sobre petróleo y gas, pero no la propiedad de regalías sobre oro, era una estrategia comercial establecida. En 1985, Franco-Nevada recaudó 930.000 dólares para comprar regalías de oro en una oferta de seguimiento. La compañía hizo su primera inversión en regalías en 1986, gastando la mitad del tesoro corporativo ($2 millones) para adquirir el 4% de los ingresos de una mina en Nevada propiedad de Western States Minerals, más tarde llamada mina Goldstrike. Franco-Nevada supuso que las reservas conocidas permitirían que la regalía se amortizara sola independientemente de los resultados de exploración adicionales. Barrick Gold Corp. adquirió la propiedad Goldstrike en 1986 y comenzó la producción en 1987. El depósito Goldstrike es el depósito estilo Carlin más grande descubierto a nivel mundial y hasta 2018, la mina había producido 44 Moz de oro.
En 1988, Franco-Nevada compró derechos sobre la mina Castle Mountain en California. A pesar de que la mina Castle Mountain no tuvo éxito, perdió dinero y finalmente cerró, Franco-Nevada recaudó el triple de su inversión de 2,8 millones de dólares.
Franco-Nevada continuó comprando regalías en varios otros productos básicos, pero continuó centrándose en el oro. 
A principios de la década de 1990, el geólogo consultor Ken Snyder convenció a la dirección de Franco-Nevada para apostar en la intersección de las tendencias Carlin y Getchell en Nevada, lo que llevó al descubrimiento de oro y plata de alta ley de lo que se convirtió en la mina Ken Snyder . Franco-Nevada concluyó que la mina tenía un crédito de plata lo suficientemente alto como para cubrir todos los costos operativos, creando así una regalía efectiva del 100% del oro. La construcción del proyecto de 84 millones de dólares se completó y se produjo el primer oro en diciembre de 1998. 
Seymour Schulich y Pierre Lassonde crearon una empresa hermana de Franco-Nevada, denominada Euro-Nevada. Euro-Nevada se centró únicamente en el oro, mientras que Franco-Nevada estaba más diversificado. En junio de 1999, fusionaron Franco-Nevada y Euro-Nevada para aumentar la liquidez y la capacidad financiera y mejorar la claridad para los accionistas. Las empresas combinadas tenían un valor de mercado de 3.500 millones de dólares en ese momento.

## Activos principales

### Minera Panamá
En agosto de 2012, Franco-Nevada se asoció con Inmet Mining para invertir mil millones de dólares en varios flujos de metales del Proyecto Cobre Panamá. En 2013, First Quantum Minerals adquirió Inmet Mining. A finales de enero de 2018, la filial Franco-Nevada (Barbados) adquirió un flujo adicional de metales preciosos sobre la participación de Korea Resources Corporation en Minera Panamá y proporcionó un segundo tramo de financiación a First Quantum para ayudarle a adquirir una participación adicional del 10% en el proyecto.Después de esta transacción, FNB tiene intereses en el flujo de metales preciosos que cubren el 100% de la propiedad de Minera Panamá. FNB ha financiado un compromiso de financiación total de 1.356 millones de dólares del coste de capital de más de 6.000 millones de dólares para el proyecto. En junio de 2019, Minera Panamá comenzó a enviar concentrado de mineral. El anuncio de un fallo de la Corte Suprema de Panamá en relación con la constitucionalidad de la Ley 9 de 1997 está planteando dudas sobre Minera Panamá S.A, titular de la concesión Minera Panamá. En abril de 2019, First Quantum indicó su plan de invertir otros 327 millones de dólares estadounidenses para ampliar el rendimiento de cobre en Panamá de 85 Mtpa a 100 Mtpa a partir de 2023.
En enero de 2022, comenzaron las negociaciones entre el Gobierno de Panamá y First Quantum Minerals para definir un nuevo contrato relativo a la mina en Panamá. La filial de First Quantums, hizo propuestas favorables al Gobierno de Panamá, incluidos pagos anuales de 375 millones de dólares estadounidenses en ingresos por impuestos y regalías.
Estos pagos se ofrecieron bajo la condición de que los precios de los metales y la rentabilidad de esta mina no bajaran significativamente. Sin embargo, el Gobierno de Panamá detuvo las discusiones en diciembre de 2022 y anunció planes para ordenar la suspensión de las operaciones en esta mina.Después de un cierre de la mina durante dos semanas, las operaciones se reanudaron y los términos y condiciones de un contrato de concesión actualizado entre Minera Panamá SA y el Gobierno de Panamá se anunciaron el 8 de marzo de 2023. En octubre de 2023, la Asamblea Nacional de Panamá aprobó en su tercer debate el polémico proyecto de ley 1100 que aprueba el renovado contrato de concesión, lo que ha generado múltiples protestas en el país.Estas protestas derivaron en una moratoria de la minería metálica en todo el país, “por tiempo indefinido”, mediante el Proyecto de Ley 1110, excluyendo concesiones ya otorgadas y aprobado con 59 votos a favor por la Asamblea Nacional (AN), el 3 de noviembre de 2018. 2023.Sin embargo, la constitucionalidad de la nueva concesión ya aprobada entre el Gobierno de Panamá y Minera Panamá SA fue cuestionada, lo que generó más incertidumbre.

### Candelaria
En octubre de 2014, Lundin Mining acordó adquirir una participación del 80% en el complejo minero Candelaria en la Región de Atacama de Chile de manos de Freeport-McMoRan por 1.800 millones de dólares. Para ayudar a financiar el costo de adquisición, Franco-Nevada pagó 648 millones de dólares para adquirir un flujo de oro y plata en la mina Candelaria. 
En ese momento, la mina tenía reservas que respaldaban una vida útil de 14 años. Lundin Mining tuvo un gran éxito en la exploración al expandir las extensiones subterráneas del yacimiento y en su actualización de reservas en septiembre de 2020 declaró reservas que respaldan una vida útil de la mina de 25 años. 

### Antamina
En octubre de 2015, Franco-Nevada acordó pagar a Teck Resources 610 millones de dólares por un flujo de la participación del 22,5% de Teck en la producción de plata en la gigantesca mina Antamina en Perú. Teck posee su participación en Antamina junto con BHP, Glencore y Mitsubishi Corp. Antamina es la octava mina de cobre más grande del mundo. Una posible futura expansión subterránea de Antamina podría extender la vida útil de la mina más allá de los 40 años.

### Antapaccay
En febrero de 2016, Franco-Nevada (Barbados) adquirió a Glencore un vapor de oro y plata relacionado con la mina Antapaccay en Perú por 500 millones de dólares. El acuerdo fue parte de un plan de reducción de deuda de $10 mil millones anunciado por Glencore en septiembre de 2015.Glencore invirtió más de $1,5 mil millones para construir y poner en marcha la mina y planta a cielo abierto Antapaccay, que comenzó a operar en 2012. Glencore recibió la  de autoridades peruanas en enero de 2020 para el desarrollo del proyecto Coroccohuayco en la propiedad Antapaccay. El proyecto integrado tendría una vida útil de 34 años.

### Empresa conjunta continental
En agosto de 2018, Franco-Nevada y Continental Resources entablaron una relación estratégica para adquirir conjuntamente derechos de regalías en las áreas de petróleo y gas SCOOP y STACK de Oklahoma. Franco-Nevada comprometió 520 millones de dólares para la empresa que se invertirán hasta 2021. La empresa se estableció para adquirir derechos de regalías a nivel de base en áreas principalmente dentro de superficies operadas por Continental. 

### Obligaciones de regalías de Vale y mineral de hierro de Labrador
En abril de 2021, Franco-Nevada adquirió 57 millones de obligaciones de regalías por $538 millones del Banco Brasileño de Desarrollo y del gobierno federal de Brasil, lo que representa el 14,7% del total de obligaciones de regalías emitidas. Las Obligaciones de Regalías proporcionan a los tenedores regalías sobre las ventas netas durante la vida útil de la mina en el sistema Northern Iron Ore de Vale, el sistema Southeastern Iron Ore y en ciertas operaciones de cobre y oro. Franco-Nevada también acumuló una inversión de capital del 9,9% en Labrador Iron Ore Royalty Corporation, adquirida durante varios años por una inversión total de 93 millones de dólares canadienses. Las minas asociadas con ambas inversiones producen productos de mineral de hierro de alta calidad que permiten a los fabricantes de acero reducir el CO 2 y otras emisiones de sus operaciones. 

## Sucesión
En mayo de 2020, después de más de doce años en el cargo, Pierre Lassonde dejó el cargo de presidente de Franco-Nevada y asumió el cargo de presidente emérito. David Harquail, que había sido presidente y director ejecutivo desde la oferta pública inicial de 2007, fue nombrado presidente y Paul Brink como presidente y director ejecutivo.